# Abeona
Abeona e Adeona, na mitologia romana, eram divindades romanas que presidiam as viagens. Abeona era invocada pelos que partem (abire); Adeona, pelos que voltam (adire). Em Roma, Abeona era creditada como a deusa que ensinava os meninos a andar, acompanhando-os nos primeiros passos fora de casa. Era uma das deusas indigetes.